# Rocky Rocky
Rocky Rocky er en rocksang fra 1979 skrevet af den svenske musikeren og komponisten Eddie Meduza. Sangen er med på albummet Eddie Meduza & Roarin' Cadillacs fra 1979.
I en uofficiel afstemning fra sommeren 2002 om Eddie Meduzas 100 bedste sange endte "Rocky Rocky" på fjerdepladsen.

## Musik
Sangen er i D-dur, men låner også akkorder fra den parallelle nøgle type B-moll og fra A-dur. Det første vers udføres kun med en guitar og Eddie Meduza ved mikrofonen. Eddie tegner kun akkorden i begyndelsen af hver takt, og akkordsekvensen i det første vers er lidt anderledes end resten af versene. I molen kommer trommerne og en til guitar ind, og i koret kommer resten af instrumenteringen ind. Sangen er skrevet i fire-takt. Akkordsekvenserne er som følger (hvert bogstav repræsenterer et beat, når det f.eks. siger E / A, betyder det, at ved halve takten spilles E og halve A):

Vers 1
D F # m D7 G
D Bm Em A
D F # m D7 G
D Bm E A
De moler:
G G / D G E / A
Kor:
G G D D G G A A
G G D D G A D A
Resterende vers:
D F # m D G
D Bm E A
D F # m D G
D Bm E A

## Struktur
A = Vers
B = Brygge
C = Kor
A | B | C | A | C | A | B | C

## Tekst
Teksten er skrevet i tredje person og handler om en fiktiv mand ved navn Rocky, der endte på et mentalt hospital i 1959:
"They locked him up in 59, said he'd gone out of his mind..."
I koret begynder han at "rocke som en virvelvind" af forskellige grunde i hvert kor:
I kor 1 begynder han at rocke, efter at han træder ind i dokken, mens et rockband spiller.
I kor 2 begynder han at rocke foran lægen efter at have fundet ud af, at han kan forlade hospitalet:
"... started rocking like a hurricane, cause at last he was free again..."
I kor 3 er han 55 år gammel og spiller lejlighedsvis for sine naboer og venner, når de har baller på lørdage:
"... now and then they have a ball on saturdaynight, Rocky plays the guitar and he's treating it right..."

## Ekstern henvisning
- Eddies Himmel på Luftkaffe.se, hentet d. 5 februar 2021